# Shearella browni
Shearella browni is een spinnensoort in de taxonomische indeling van de Tetrablemmidae.
Het dier behoort tot het geslacht Shearella. De wetenschappelijke naam van de soort werd voor het eerst geldig gepubliceerd in 1978 door Shear.